# Pterula taxiformis
Pterula taxiformis är en svampart som beskrevs av Mont. 1856. Pterula taxiformis ingår i släktet Pterula och familjen mattsvampar.   Inga underarter finns listade i Catalogue of Life.